# رابینسون
رابینسون (انگلیسی: Robinson) شرکت خرده‌فروشی تایلندی است، که در سال ۱۹۷۹ تأسیس شد.